# Социализм уджамаа
Уджамаа (суахили Ujamaa) — предложенный президентом Танзании Джулиусом Ньерере особый африканский путь развития социализма общинного типа при особой роли государства как выразителя коллективной воли народа. Официальная идеологическая концепция партии Чама Ча Мапиндузи, провозглашённая в Арушской декларации.

## Концепция
В условиях родоплеменной общины Танзании уджамаа означает взаимную поддержку и взаимопомощь членов большой семьи. На основе этой идеи коллективизма и вследствие социалистических взглядов Джулиус Ньерере разработал собственную концепцию устройства общества и государства. Основными составляющими концепции уджамаа являются:
- неприятие принципов и идеологии капитализма;
- отрицание частной собственности на средства производства и эксплуатации человека человеком;
- признание наличия классов и классовой борьбы в африканском обществе, но отрицание её решающего значения в становлении общественных отношений;
- признание движущей силой развития общества морально-этического совершенствования людей, с принятием ими социалистических взглядов и норм поведения;
- опора на собственные силы, подразумевающая полную и всестороннюю мобилизацию всех людских и материальных ресурсов страны на построение нового общества;
- ограничение иностранной помощи;
- «вера в собственные силы и в животворную силу строящегося социализма»[3].

## История
В январе 1967 года на Национальной конференции Африканского национального союза Танганьики (ТАНУ) была принята Арушская декларация, узаконившая концепцию уджамаа по принципам развития страны по некапиталистическому пути. В частности, в Танзании была проведена национализация иностранных банков, промышленных и торговых предприятий, внешнеторговых организаций, сельскохозяйственных плантаций, принадлежащих иностранцам. Планировалась полная национализация всей розничной торговли. В сельской местности осуществлялись аграрные преобразования путём кооперирования крестьянства с помощью создания «социалистических деревень» («виджидживья уджамаа») — товариществ по совместной обработке земли, где сохранялись традиционные «африканские» хозяйственные отношения. В деревнях был принят на вооружение принцип общинности, вследствие чего коллективными были все источники воды, магазины, школы, медицинские пункты.
Конституция Объединённой Республики Танзания, принятая в 1977 году, подтвердила в качестве основной цели строительство в Танзании социалистического общества.